# Camaret-sur-Mer
Camaret-sur-Mer (tiếng Breton: Kameled) là một xã của tỉnh Finistère, thuộc vùng Bretagne, miền tây bắc Pháp.

## Dân số
Người dân ở Camaret-sur-Mer được gọi là Camaretois.

## Xem thêm

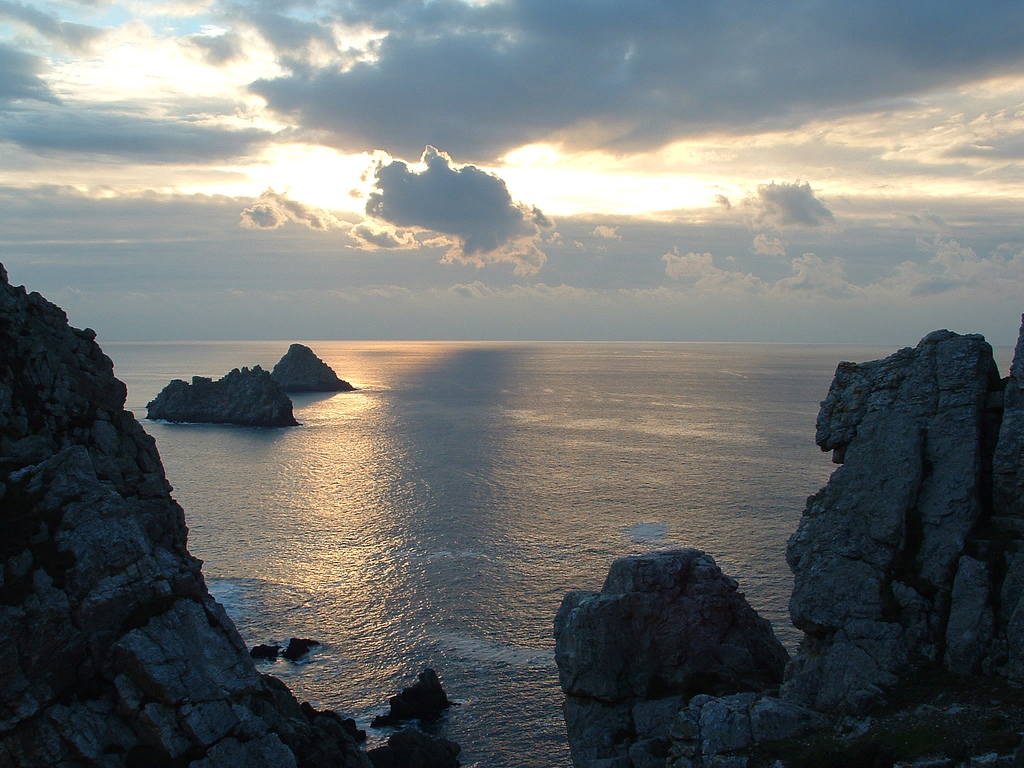
les Tas de Pois